# Girls Band Cry
Girls Band Cry (ガールズバンドクライ, Gāruzu Bando Kurai) est un anime original créé et produit par Toei Animation.

## Synopsis
Girls Band Cry raconte l'histoire de cinq filles, chacune avec un passé et une situation différente, qui se rencontrent, entrent en conflit, s'affrontent à travers leur groupe de musique et grandissent en approfondissant leurs liens d'amitié.

## Personnages
Nina Iseri (井芹 仁菜, Iseri Nina)
Voix japonaise : Rina (理名)
Momoka Kawaragi (河原木 桃香, Kawaragi Momoka)
Voix japonaise : Yuri (夕莉)
Subaru Awa (安和 すばる, Awa Subaru)
Voix japonaise : Mirei (美怜)
Tomo Ebizuka (海老塚 智, Ebizuka Tomo)
Voix japonaise : Natsu (凪都)
Rupa (ルパ)
Voix japonaise : Syuri (朱李)
Hina (ヒナ)
Voix japonaise : Reina Kondō (ja)

## Fiche technique
- Production : Rishi Hirayama[3]
- Direction : Kazuo Sakai[4]
- Scénario : Jukki Hanada[4]
- Character designer : Nari Teshima[4]
- Directeur des effets spéciaux numériques : Mari Kondō et Jae Hoon Jung[4]
- Compositeur : Kenji Tamai[4]

## Production
L'action du manga se déroule à Kawasaki.

## Diffusion
L'anime est diffusé au Japon sur les chaînes Tokyo MX, Sun TV, KBS Kyoto et BS11.
Les 13 épisodes sont diffusés en France entre le 5 avril 2024 et le 28 juin 2024,, sur la plateforme Animation Digital Network.
La série est disponible en japonais sous-titré français sur Crunchyroll.

### Liste des épisodes
| No | Titre français                      | Titre japonais                 | Titre japonais                 | Date de 1re diffusion |
| No | Titre français                      | Kanji                          | Rōmaji                         | Date de 1re diffusion |
| -- | ----------------------------------- | ------------------------------ | ------------------------------ | --------------------- |
| 1  | Vive Tokyo                          | 東京ワッショイ                 | Tōkyō Wasshoi                  | 5 avril 2024          |
| 2  | Trois Créatures nocturnes           | 夜行性の生き物3匹              | Yakō-sei no Ikimono San-biki   | 12 avril 2024         |
| 3  | Question-réponse sans queue ni tête | ズッコケ問答                   | Zukkoke Mondō                  | 19 avril 2024         |
| 4  | Entre Gratitude et surprise         | 感謝（驚)                      | Kansha (Odoroki)               | 26 avril 2024         |
| 5  | Élève ta voix                       | 歌声よおこれ                   | Utagoe Yō Kore                 | 3 mai 2024            |
| 6  | L'Hymne des laissés-pour-compte     | はぐれ者賛歌                   | Haguremono Sanka               | 10 mai 2024           |
| 7  | Un nom à trouver                    | 名前をつけてやる               | Namae wo Tsukete Yaru          | 17 mai 2024           |
| 8  | S'il te fallait pleurer             | もしも君が泣くならば           | Moshimo Kimi ga Naku Naraba    | 24 mai 2024           |
| 9  | La lune décroissante est de sortie  | 欠けた月が出ていた             | Kaketa Tsuki ga Deteita        | 31 mai 2024           |
| 10 | Wandervogel                         | ワンダーフォーゲル             | Wandāfōgeru                    | 6 juin 2024           |
| 11 | Le Centre du monde                  | 世界のまん中                   | Sekai no Mannaka               | 13 juin 2024          |
| 12 | Et le ciel s'assombrit à nouveau    | 空がまた暗くなる               | Sora ga Mata Kuraku Naru       | 21 juin 2024          |
| 13 | Le rock ne meurt jamais             | ロックンロールは鳴り止まないっ | Rokku `n` Rōru wa Nari Yamanai | 28 juin 2024          |

## Jeu vidéo
Le 31 août 2024, le casting de Girls Band Cry annonce qu’un jeu mobile est en développement.